# 西国街道芥川一里塚
西国街道 芥川一里塚（さいごくかいどう あくたがわいちりづか）は大阪府高槻市芥川町に残る一里塚で、大阪府指定史跡に指定されている（1993年〈平成5年〉3月31日指定）。

## 概要
芥川一里塚は、かつて西国街道の宿場「芥川宿」の街道を挟んだ東西入口の両側にあったが、現在は東側だけが残っている。
一里塚にある祠「荒神社」には、奥津比売命・植山比売命・迦具土神 が祀られており、もともとは字観音寺に祀られていたが、明治時代の神社整理令で阿久刀神社に合祀された。しかし地元の崇敬が高く、1926年（大正15年）3月に、もとの社地近くの一里塚に戻された。
旧・三島郡内の一里塚は、芥川のほか、梶原（高槻市）、太田（茨木市）の3か所にあったが、芥川の一里塚以外は失われている。

## 西国街道・芥川宿
西国街道は、淀川の水上交通とともに山城国と摂津国を結ぶ重要な交通路であった。江戸時代には、山崎通（やまざきみち、やまさきのみち）と呼ばれ、京都の山崎宿と西宮宿を結ぶ脇街道として、西国大名の参勤交代のほか多くの人びとが往来した。 その経由地である芥川は、12世紀頃には宿駅として成立しており、14世紀には関所である皇室領率分所が置かれ、16世紀初めに芥川の北郊に築かれた芥川山城は管領細川氏の摂津支配の拠点として機能し、17世紀初頭には、徳川幕府による宿場町として、参勤交代のための本陣や伝馬などのほか多くの旅籠が、芥川一里塚跡より西側、芥川橋までの約400メートルのうちに設けられた。
- 1671年（寛文11年）初秋、虚無僧に身をやつした石見国吉永藩（現・島根県大田市南部）浪人・早川八之丞が、芥川宿で、14歳の松下助三郎に親の仇と討たれた。この仇討ちは、『国史略』「芥川宿虚無僧の仇討」、『続近世畸人伝』「南谷」などに記され、芝居にもなった。また、直木三十三が「芥川虚無僧記」と題して書いている。
- 1734年（享保19年）に描かれた「芥川宿絵図」（高槻市指定文化財: 1991年〈平成3年〉5月17日指定[1]）には、整然とした草葺屋根の家並みとともに、瓦屋根である教宗寺[8]および宿場の中心にある本陣が描かれており[9]、家数157軒、外れにある村を含めると168軒を数える[10]。東側の街道を挟む南北両脇には、築山（塚）に植えられたエノキの高木が目印となる[11]一里塚が見られる[6][9]。
- 19世紀の天保年間（1830-1843年）の「山崎通 宿村大概帳」では、本陣、脇本陣のほか[9]、旅籠33軒、家数253軒を数え、賑わっていたことが認められる[3][6]。
- 1863年（文久3年）8月19日には、八月十八日の政変で長州に逃れる三条実美ら七卿が芥川宿に泊まった[6][12]。

## 交通
- JR京都線高槻駅より西、徒歩7分。

## 周辺
- 教宗寺
- 芥川城趾